# Підпрограма
Підпрограма (англ. subroutine) — частина програми, яка реалізує певний алгоритм і дозволяє звернення до неї з різних частин загальної (головної) програми. В термінах мов програмування: функції (С), процедури (Pascal), методи (в термінології об'єктно-орієнтованого програмування в мовах C++, Java, С# та ін.).
Підпрограма часто використовується для скорочення розмірів програм в тих задачах, в процесі розв'язання яких необхідно виконати декілька разів однаковий алгоритм при різних значеннях параметрів. Інструкції (оператори, команди), які реалізують відповідну підпрограму, записують один раз, а в необхідних місцях розміщують інструкцію виклику підпрограми.
Набір найвживаніших підпрограм утворює бібліотеку стандартних підпрограм.
В більшості мов програмування високого рівня, підпрограми називаються процедурами та функціями. В залежності від мови програмування, терміни «процедура» та «функція» можуть розрізнятися (як правило, процедурою називають підпрограму, що не повертає результату, тоді як функція має результат і може використовуватись як частина виразу) чи розглядатись як синоніми (зокрема, в мові C, де в початковому варіанті всі підпрограми могли повертати результат, їх здебільшого називають функціями). У об'єктно-орієнтованому програмуванні функції-члени класів називають методами.

## Використання процедур
Використання кожної процедури пов'язане з її описанням та викликом. Описання процедури складається, як правило із заголовка процедури, та тіла процедури. Заголовок містить ідентифікатор процедури, та сукупність формальних параметрів, і, можливо, деякі їхні характеристики. Тіло процедури складається з деякої послідовності операторів. Виклик процедури відбувається із відповідних точок програми вказанням ідентифікатора процедури, її фактичних параметрів, і, можливо, входу в її тіло.

## Типи процедур

### Процедури та функції
Розрізняють два способи використання процедур в програмах: як процедур-операторів, виклик яких представляє завершену одиницю дій мови програмування, та процедур-функцій, виклик яких здійснюється через відповідні вказівники функцій, які використовуються лише як складові елементи виразів мови програмування. Завжди, при виклику процедури, формальні параметри в тілі цієї процедури замінюються на фактичні (передача параметрів за посиланням), або їхніми значеннями (передача параметрів по значенню) і виконується перетворене таким чином тіло процедури.

### Відкриті та замкнені процедури
Відповідно до способу зв'язування з основною програмою процедури ділять на відкриті та замкнені.
Відкриті процедури складаються з малої кількості команд, їх вставляють в тіло програми кожен раз, коли зустрічається їхній виклик.[джерело?]
Замкнені процедури розміщуються окремо від основної програми, при кожному виклику замкненої процедури, організовується відповідна передача управління та повертання в точку виклику. Як правило, стандартні процедури замкнені.
Особливий випадок представляє рекурсивна процедура та процедура без параметрів, виклик якої містить лише її ідентифікатор.

## Приклади підпрограм (функцій)

### JavaScript
```
function
 
name
(
text
,
 
element
)

{

    
document
.
getElementById
(
element
).
innerHTML
 
=
 
text
;

}

```

### ActionScript
```
public
 
function
 
name
(
text
:
 
string
)
 

{

        
var
 
textfield
:
 
TextField
 
=
 
new
 
TextField
();

        
textfield
.
text
 
=
 
text
;

}

```

### С++
```
void
 
name
(
string
 
text
)

{

    
cout
 
<<
 
text
;

}

```

### C#
```
public
 
void
 
name
(
string
 
text
)

{

    
System
.
Console
.
WriteLine
(
text
);

}

```

### Pascal
```
procedure
 
name
(
var
 
text
:
 
string
)

  
begin

    
write
(
text
)
;

  
end
;

```

### PHP
```
function
 
name
(
$text
)

{

    
echo
 
$text
;

}

```

### Standard ML
```
fun
 
name
 
t
 
=
 
print
 
t

```

або, теж саме (див. Функція першого класу и лямбда-функція):
```
val
 
name
 
=
 
fn
 
t
 
=>
 
print
 
t

```

### Visual Basic
```
Sub
 
Name
(
text
)

    
Console
.
WriteLine
(
text
)

End
 
Sub

```

### PureBasic
```
Procedure
.
l
 
Name
(
text
.
s
)

    
PrintN
(
text
)

EndProcedure

```

### Python
```
def
 
func
(
text
):

    
print
(
text
)

```